# Henning Jensen (Schauspieler)

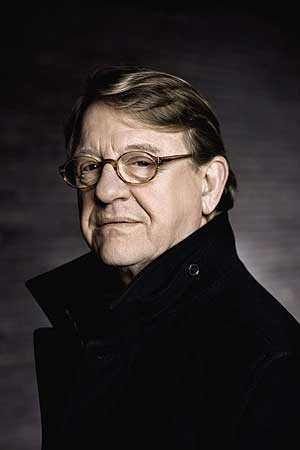
Henning Jensen (2013)

Henning Jensen (* 5. Januar 1943 in Store Heddinge, Dänemark) ist ein dänischer Schauspieler und Synchronsprecher.

## Leben
Nach einem erfolgreichen Studium der Theaterwissenschaften an der Universität Kopenhagen wollte Jensen ursprünglich eine Schauspielausbildung am Königlichen Theater Kopenhagen aufnehmen. Nach deren Ablehnung absolvierte er schließlich 1968 erfolgreich ein Schauspielstudium an der Staatlichen Theaterschule in Kopenhagen. Er fand schnell eine Anstellung am Det Danske Teater und war von 1973 bis 1978 festes Ensemblemitglied am Det Kongelige Teater. In dieser Zeit spielte er bereits regelmäßig in dänischen Filmen mit. Heute ist er unter anderem für seine Darstellungen in Medea, Der Kandidat und Was niemand weiß bekannt. Für seine Darstellung des Mogens in Niels Gråbøls Drama Gaven wurde Jensen 2009 mit einer Nominierung als Bester Hauptdarsteller für den dänischen Filmpreis Bodil bedacht. 2008 erhielt er den Lauritzen-Preis.
Als Synchronsprecher wurde Jensen mehrfach für Werbespots, Dokumentarfilme und Hörspiele engagiert. Zudem lieh er seine Stimme für die dänische Fassungen von Filmen wie Hugo, das Dschungeltier, Ratatouille und Hercules, sowie der französischen Comicfigur Asterix.
Jensen war eine Zeit lang mit den Schauspielerinnen Ulla Gottlieb und Anne Birch liiert. Seit dem 23. Juni 1985 ist Jensen mit der Schauspielerin Solbjørg Højfeldt verheiratet.

## Filmografie (Auswahl)
- 1979: Laß uns zuerst tanzen (Skal vi danse først?)
- 1981: Jeppe vom Berge (Jeppe på bjerget)
- 1988: Medea
- 1991: Europa
- 2000: Blinkende Lichter (Blinkende lygter)
- 2000: Italienisch für Anfänger (Italiensk for begyndere)
- 2001: Shake It All About (En kort en lang)
- 2002: Dina – Meine Geschichte (Jeg Er Dina)
- 2005: Die wundersamen Reisen des Hans Christian Andersen (H.C. Andersen – historien om en digter)
- 2006: Nach der Hochzeit (Efter brylluppet)
- 2008: Der Kandidat (Kandidaten)
- 2008: Gaven
- 2008: Sunshine Barry und die Discowürmer (Disco ormene)
- 2008: Was niemand weiß (Det som ingen ved)
- 2010: Die Wahrheit über Männer (Sandheden om mænd)
- 2012: Kommissarin Lund (Forbrydelsen)
- 2017: Countdown Copenhagen (Gidseltagningen, Fernsehserie)